# 達迪亞縣
達迪亞縣是印度的一個縣，位於該國中部，由中央邦負責管轄，面積2,038平方公里，識字率為73.5%，人口在2001至2011年期間增長18.4%，2011年人口786,375，人口密度每平方公里386人。